# Les Structures élémentaires de la parenté
Les Structures élémentaires de la parenté est une œuvre de philosophie et d'anthropologie écrite par Claude Lévi-Strauss, publiée en 1949. Lévi-Strauss y défend la théorie de l'alliance.

## Présentation générale
Les Structures élémentaires de la parenté est à l'origine la thèse de doctorat de Claude Lévi-Strauss, grâce à laquelle il devint docteur d'État. Il la présente en 1948, puis la refond, l'augmente, et la publie sous forme de livre en 1949. Elle constitue une œuvre significative en anthropologie.
Avec l'aide ponctuelle du mathématicien André Weil, il y dégage le concept de structure élémentaire de parenté, fondé sur la notion de groupe de Klein. 

## Résumé
Lévi-Strauss étudie plusieurs systèmes familiaux :
- les systèmes prescrivant ou préférant les mariages avec un type précis de parents ;
- les systèmes déterminant chaque membre du groupe comme parent, avec la distinction de conjoints possibles ou prohibés..

Lesdites structures comportent deux principales modalités de mariage :
- le mariage symétrique ou échange restreint ;
- le mariage asymétrique ou échange généralisé.